# Sergio Piernas
Antonio Sergio Piernas Cárdenas (Barcelona, España, 25 de mayo de 1976) más conocido como "Sergio Piernas" es un entrenador de fútbol español. Actualmente está sin equipo tras dirigir a la Selección de fútbol sub-17 de Marruecos.

## Trayectoria
Sergio es Licenciado en Ciencias de la Actividad Física y el Deporte y entrenador de fútbol formado en las categorías inferiores del Getafe CF en el que trabajaría desde 1999 hasta 2005, cuando llegaría a la estructura del Atlético de Madrid en la que trabajaría hasta 2012 como coordinador del fútbol infantil del club colchonero.
En la temporada 2012-2013 firmó con la Selección de fútbol sub-20 de Arabia Saudita. En enero de 2013 formó parte del cuerpo técnico de Juan Ramón López Caro en la Selección de fútbol de Arabia Saudita en la que estaría hasta diciembre de 2014.
Tras la experiencia de ayudante de Juan Ramón López Caro, en 2015 vuelve al Atlético de Madrid para ser Coordinador Deportivo, realizando el trabajo de desarrollo de jugadores en las categorías inferiores del club.
En verano 2016 llega al conjunto chino del Dalian Professional Football Club para ser asistente de Milinko Pantić, pero tras la destitución del técnico serbio, Sergio se convierte en entrenador del Dalian Professional Football Club al que dirigiría de agosto a noviembre de 2016.
Durante la temporada 2017-18 llegó a Arabia Saudita para dirigir a los conjuntos sub-19 y sub-21 del Al-Ettifaq Club. El rendimiento aportado en las categorías inferiores le catapultaría la temporada siguiente a liderar el proyecto del primer equipo.
En diciembre de 2018, se convierte en entrenador del Al-Ettifaq Club de la Primera División de Arabia Saudita a la que dirigiría hasta junio de 2019. Dirigiría al conjunto saudí durante 20 encuentros.
En febrero de 2020, firma con contrato con la Federación de fútbol de Marruecos para convertirse en seleccionador de la Selección de fútbol sub-17 de Marruecos.
En junio de 2021, acabaría su experiencia con la Selección de fútbol sub-17 de Marruecos tras cancelarse la Copa de África, a causa del covid.

## Clubes
| Club                                                   | País                                  | Año       |
| ------------------------------------------------------ | ------------------------------------- | --------- |
| Getafe CF fútbol base                                  | Bandera de España                     | 1999-2005 |
| Atlético de Madrid fútbol base                         | Bandera de España                     | 2005-2012 |
| Selección de fútbol sub-20 de Arabia Saudita           | Bandera de Arabia Saudita             | 2012-2013 |
| Selección de fútbol de Arabia Saudita (2º entrenador)  | Bandera de Arabia Saudita             | 2013-2014 |
| Atlético de Madrid (coordinador cantera)               | Bandera de España                     | 2015-2016 |
| Dalian Professional Football Club                      | Bandera de la República Popular China | 2016      |
| Al-Ettifaq Club (entrenador juveniles y 2º entrenador) | Bandera de Arabia Saudita             | 2017-2018 |
| Al-Ettifaq Club                                        | Bandera de Arabia Saudita             | 2018-2019 |
| Selección de fútbol sub-17 de Marruecos                | Bandera de Marruecos                  | 2020-2021 |